# Love Life (2022)
Love Life (japanisch ラブライフ Rabu Raifu, dt.: „Liebesleben“) ist ein Spielfilm von Kōji Fukada aus dem Jahr 2022. Das Beziehungsdrama handelt von einer verheirateten Ehefrau und Mutter, deren Leben auf den Kopf gestellt wird, als ihr verschwundener Ex-Ehemann wieder bei ihr auftaucht. Die Hauptrolle übernahm Fumino Kimura.
Die japanisch-französische Koproduktion wurde am 5. September 2022 bei den Internationalen Filmfestspielen von Venedig uraufgeführt. Ein regulärer Kinostart in Japan war kurz darauf geplant.

## Handlung
Japan, in der Gegenwart: Taeko ist seit einem Jahr mit Jirō verheiratet. Sie brachte einen heranwachsenden Sohn, Keita, mit in die Ehe. Taeko ist überwiegend mit ihrem Leben zufrieden, ehe ein anderer Mann aus ihrer Vergangenheit das Familienidyll aus dem Gleichgewicht bringt. Eines Tages wird sie von Park aufgesucht, Keitas leiblichem Vater und gleichzeitig ihr lang verschwundener Ex-Ehemann. Park, der taub ist, ist vor Trauer ganz aufgelöst, als er Taeko erblickt. Sie beginnt sich daraufhin um den obdachlosen Mann zu kümmern. Dies tut sie aus Schmerz und Schuldgefühlen ihm gegenüber. Gleichzeitig lässt sich Taekos Ehemann Jirō mit seiner früheren Bekannten Yamazaki ein. Taeko muss sich in der Folge darüber klar werden, welche Art von Liebe sie fortan wählen und welches Leben sie weiterführen möchte.

## Hintergrund

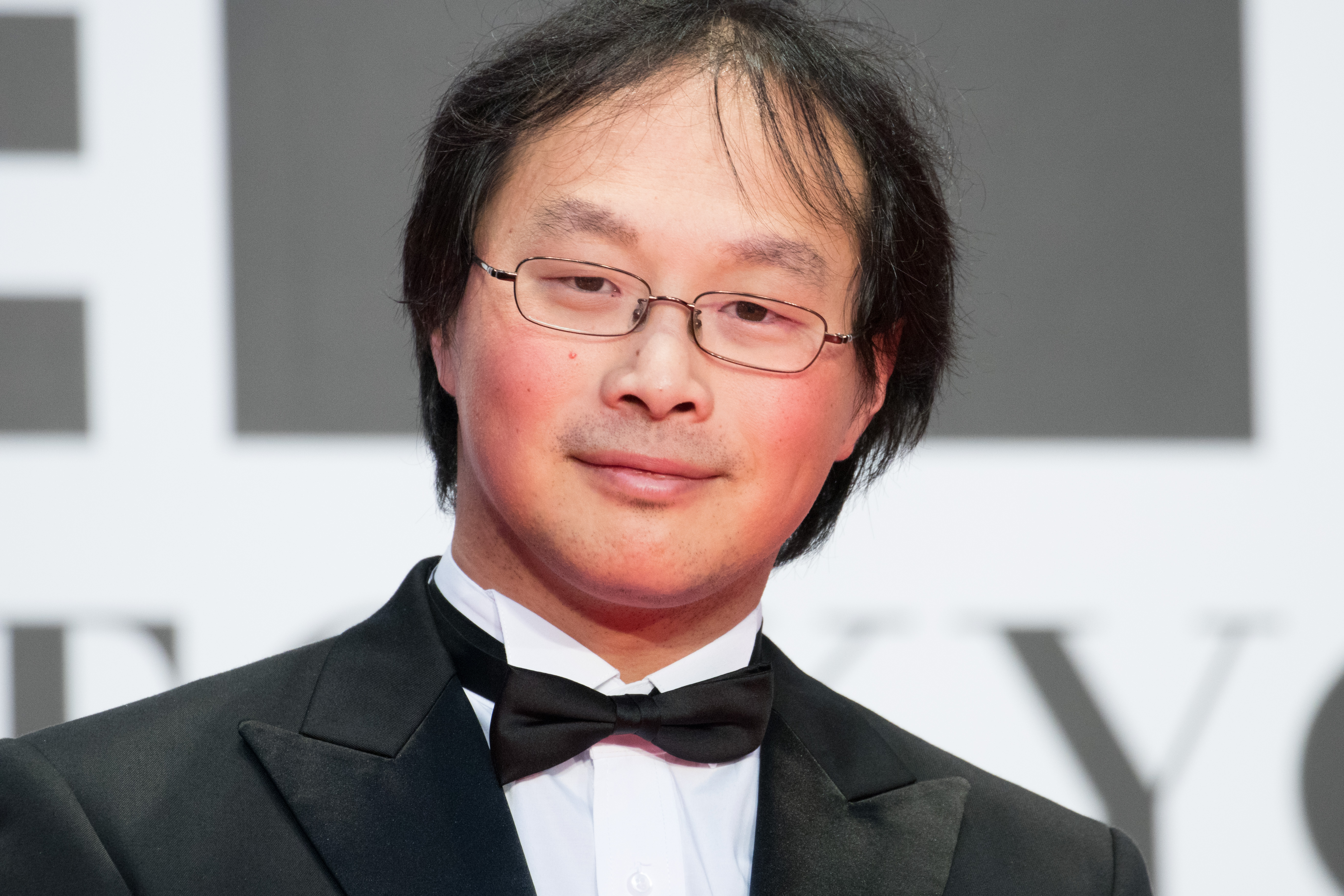
Kōji Fukada (2016)

Love Life ist der neunte Spielfilm von Kōji Fukada, der auch das Drehbuch verfasste. Er benannte sein Werk nach einem 1991 veröffentlichten Songtitel der Sängerin Akiko Yano. Außerdem ist dem Film die englischsprachige Textzeile „Du kannst lieben, egal wie weit ihr voneinander entfernt seid“ vorangestellt. Fukada zufolge hörte er Akiko Yanos Lied das erste Mal als 20-Jähriger um die Jahrtausendwende. Ihm gefielen Lied und Text und er hörte es sich immer wieder an. Dabei kam ihm ein Szenario über ein Paar in den Sinn. Fukada verfolgte das Filmprojekt 20 Jahre lang, ehe er begriff, wie er den Song gemeinsam mit der Geschichte für das Kino bearbeiten könnte. Er realisierte den Film mit Hilfe von Freunden.
Für die weibliche Hauptrolle der Taeko arbeitete Fukada erstmals mit der in Japan bekannten Filmschauspielerin Fumino Kimura zusammen. Für die männlichen Hauptrollen wurden Kento Nagayama als Jirō und Atom Sunada als Park verpflichtet. Fukada beschrieb den Prozess der Rollenerarbeitung als „nie einfach“, doch hätte Kimura das Quartett zusammengehalten.
Für das Szenenbild zeichnete Daichi Watanabe verantwortlich.
Der Film wurde von den Gesellschaften Chipangu, Nagoya Broadcasting Network und Comme des Cinémas produziert. Mit den Verwertungsrechten für Europa wurde mk2 films betraut.

## Veröffentlichung
Love Life wurde am 5. September 2022 beim Filmfestival von Venedig uraufgeführt.
Ein regulärer Kinostart in den japanischen Kinos war ab 9. September 2022 geplant.

## Auszeichnungen
Mit Love Life erhielt Kōji Fukada zum ersten Mal eine Einladung um den Goldenen Löwen, den Hauptpreis des Filmfestivals von Venedig.